# Nouvelles-Hébrides (condominium)
Pour les articles homonymes, voir Nouvelles-Hébrides.
Cet article s'intéresse à l'organisation coloniale des Nouvelles-Hébrides de 1907 à 1980. Pour un article plus détaillé sur leur histoire, voir Histoire du Vanuatu.
1906–1980
Entités précédentes :
- Commission navale mixte

Entités suivantes :
- Vanuatu

Les Nouvelles-Hébrides, officiellement le condominium des Nouvelles-Hébrides (en anglais : New Hebrides Condominium), étaient une colonie franco-britannique sous forme de condominium érigée dans l'archipel océanien de Mélanésie dans l'actuel Vanuatu, du 2 décembre 1907 à son indépendance le 30 juillet 1980. C'est l'un des deux condominiums coloniaux du XXe siècle avec le Soudan anglo-égyptien et le « dernier exemple du régime condominial s'appliquant à un territoire et à une population d'importance notable ».
Régime original dû à l'impossibilité pour l'un et l'autre des deux pays d'abandonner l'archipel, il a la particularité de voir s'exercer trois souverainetés : celles propres à chacun des deux États envers leurs nationaux et leurs sociétés, et celle du condominium pour les indigènes, les relations entre les différentes nationalités, l'administration et les services condominiaux. Il a pris fin avec l'indépendance des Nouvelles-Hébrides en 1980 après deux ans de transition. L'État nouvellement créé prit alors le nom de Vanuatu.

## Histoire

Blason du Condominium franco-anglais des Nouvelles-Hébrides.

La création du Condominium résulte de tout un contexte de géopolitique spécifique au début du XXe siècle : après l'incident diplomatique de Fachoda, au Soudan, entre la France et le Royaume-Uni, la Grande-Bretagne effectue un revirement très sensible de politique étrangère à partir de 1901, et avec l'accession au trône du très francophile Édouard VII.
Le Royaume-Uni lança donc une politique surprenante de rapprochement avec la France, pour répondre à la montée en puissance de l'empire allemand, et trouver un allié solide lors de la conclusion de l'Entente cordiale en 1904.
Pour concrétiser cette entente, régler les problèmes coloniaux entre les deux puissances constituait l'une des priorités pour les nouveaux alliés. La France proposait d'échanger les établissements français dans l'Inde contre la Gambie, enclavée dans la colonie du Sénégal. Mais la Gambie était devenue protectorat britannique en 1894. Le deuxième choix, définitif, se porta alors sur les îles des Nouvelles-Hébrides, au Nord de la Nouvelle-Calédonie. Pour symboliser et concrétiser l'entente entre les deux états, les Britanniques proposèrent à la France de faire de la colonie un condominium entre les deux États, et les Britanniques demandèrent à la France de conserver les 5 comptoirs de l'Inde. La proposition fut saluée avec enthousiasme par la majorité des parlementaires des deux pays.
En 1906, la France et le Royaume-Uni s'entendent pour administrer l'archipel conjointement. Son statut fait l'objet de nombreuses publications de coloniaux, d'hommes politiques, de diplomates et de juristes (Nicolas Politis en particulier).
Le protocole du 6 août 1914 n'utilise toujours pas le terme « condominium » mais évoque à l'article 4 des « services communs ». Pendant la guerre de 1914-1918, il n'y eut aucun envoi de volontaires indigènes car juridiquement, la question de sa dévolution a constitué un problème de droit international : l'archipel était démilitarisé, deux systèmes légaux cohabitant dans un cadre pacifiste entre les deux nations britannique et française.
Pendant la Seconde Guerre mondiale, de juin 1940 à octobre 1945, l'archipel passe directement sous administration britannique, tout en maintenant fictifs et symboliques les droits français sur le condominium. Des soldats américains occupent également l'archipel de 1942 à 1947, afin d'éviter une invasion japonaise.
Les Nouvelles-Hébrides deviennent indépendantes le 30 juillet 1980 en prenant alors le nom de Vanuatu, dérivé du mot Vanua (« terre » ou « pays »).

## Administration

### Statut
L'histoire de la formation de la colonie a conduit à un condominium particulier. En effet, si une communauté internationale partielle condominante peut posséder des organes immédiats (compétence directe) et médiats (compétences dédoublées entre les États), dans le cas des Nouvelles-Hébrides la France et le Royaume-Uni exercent des compétences qu'elles n'ont pas abandonnées à la communauté partielle condominante : « chaque puissance demeure (...) souveraine à l'égard de ses nationaux et des sociétés légalement constituées conformément à sa loi ». Malgré cette « altération de la pureté théorique du condominium », les Nouvelles-Hébrides sont bien le « dernier exemple du régime condominial s'appliquant à un territoire et à une population d'importance notable ».
Ce condominium, n'étant pas une personnalité juridique, ne peut élaborer de traité ni en signer. Il n'est cependant concerné par les conventions multilatérales que la France et le Royaume-Uni ont signées que dans la mesure où les deux puissances condominantes y sont convenues de l'application.

#### Haut-commissaire de la République française (1907-1980)
| Début             | Fin               | Titulaire                                                                                 | Titres |
| ----------------- | ----------------- | ----------------------------------------------------------------------------------------- | --- |
| 17 septembre 1905 | 18 mars 1908      | Victor Liotard                                                                            | |
| 18 mars 1908      | 24 mai 1908       | Pierre Brun                                                                               | |
| 24 mai 1908       | 6 juin 1913       | Jules Louis Richard                                                                       | |
| 16 septembre 1909 | 6 juillet 1910    | Adrien Bonhoure (suppléant pour Richard)                                                  | |
| 6 juin 1913       | 27 juillet 1914   | Auguste Brunet                                                                            | |
| 27 juillet 1914   | 15 août 1923      | Jules Repiquet                                                                            | |
| 23 mai 1919       | 6 janvier 1921    | Joseph Joulia (suppléant pour Repiquet)                                                   | |
| 12 septembre 1923 | 14 mars 1925      | Henri d'Arboussier (intérim)                                                              | |
| 16 mars 1925      | 2 juillet 1932    | Joseph Guyon                                                                              | |
| 29 mai 1929       | 22 mai 1930       | Henri d'Arboussier (suppléant pour Guyon)                                                 | |
| 23 mai 1930       | 20 décembre 1930  | Gabriel Thaly (suppléant pour Guyon)                                                      | |
| 20 juillet 1932   | 6 avril 1933      | Léonce Jore (1re fois)                                                                    | |
| 3 mai 1933        | 3 décembre 1936   | Bernard Siadoux                                                                           | |
| 6 décembre 1936   | 11 juillet 1938   | Marcel Marchessou                                                                         | |
| 6 juillet 1938    | 7 août 1939       | Léonce Jore (2e fois)                                                                     | |
| 7 août 1939       | 20 octobre 1939   | René Barthes                                                                              | |
| 20 octobre 1939   | 4 septembre 1940  | Georges-Marc Pélicier                                                                     | |
| 4 septembre 1940  | 19 septembre 1940 | Colonel Denis (vichyste)                                                                  | |
| 19 septembre 1940 | 6 mai 1942        | Henri Sautot (à partir de juillet 1941, Georges Thierry d'Argenlieu est Haut-Commissaire) | |
| 29 juillet 1942   | 23 juin 1943      | Auguste Montchamp                                                                         | |
| 15 septembre 1943 | 13 février 1944   | Christian Laigret                                                                         | |
| 14 février 1944   | 28 janvier 1947   | Jacques Tallec                                                                            | |
| 29 janvier 1947   | 10 mai 1948       | Georges Parisot                                                                           | |
| 10 mai 1948       | 5 juillet 1951    | Pierre Cournarie                                                                          | |
| 5 juillet 1951    | 21 octobre 1951   | Bordarier (intérim)                                                                       | |
| 21 octobre 1951   | 24 juillet 1954   | Raoul Angammarre                                                                          | |
| 30 septembre 1954 | 3 février 1956    | René Hoffherr                                                                             | |
| 2 mars 1956       | 1er décembre 1958 | Aimé Grimald                                                                              | |
| 1er décembre 1958 | 9 janvier 1963    | Laurent Péchoux                                                                           | |
| 18 mars 1961      | 20 juillet 1961   | Georges Poulet (suppléant pour Péchoux)                                                   | |
| 9 janvier 1963    | 14 février 1965   | Casimir Marc Biros                                                                        | |
| 14 février 1965   | 16 octobre 1969   | Jean Risterucci                                                                           | |
| 20 octobre 1969   | 1er décembre 1973 | Louis Verger                                                                              | |
| 9 janvier 1974    | 16 décembre 1978  | Jean-Gabriel Ériau                                                                        | Haut-commissaire de la République française dans l'océan Pacifique et aux Nouvelles-Hébrides, gouverneur de la Nouvelle-Calédonie et dépendances |
| 16 décembre 1978  | 30 juillet 1980   | Claude Charbonniaud                                                                       | Haut-commissaire de la République française dans l'océan Pacifique et aux Nouvelles-Hébrides, gouverneur de la Nouvelle-Calédonie et dépendances |

#### Commissaire-résident de la République française (1901-1980)
| Nomination        | Entrée en fonction | Fin               | Titulaire                       | Titres |
| ----------------- | ------------------ | ----------------- | ------------------------------- | --- |
| 28 août 1901      | 28 août 1901       | 1904              | Gaudence Charles Faraut         | |
| 10 décembre 1904  | 3 janvier 1905     | 1908              | Charles Bord                    | |
| 28 janvier 1908   | 28 janvier 1908    | 23 juin 1908      | Jean Colonna                    | Commissaire résident par intérim. |
| 17 mars 1908      | 24 juin 1908       | 18 décembre 1909  | Charles Noufflard               | |
| 19 décembre 1909  | 19 décembre 1909   | 26 juillet 1910   | Jean Colonna                    | Commissaire résident par intérim. |
| 4 mai 1910        | 27 juillet 1910    | 23 juillet 1911   | Jules Martin                    | |
| 24 juillet 1911   | 24 juillet 1911    | 14 novembre 1911  | Jean Solari                     | Chef de bureau, exerce l'intérim à la suite du départ de Martin |
| 10 juin 1911      | 15 novembre 1911   | 1913              | Jules Repiquet                  | Commissaire résident par intérim jusqu'au 30 juin 1912 puis titulaire au 1er juillet 1912 |
| 23 juin 1913      | 1913               | 17 juin 1921      | Jacques-Louis Miramende         | Intérims d'Edmond Lippman (9 novembre 1916-29 décembre 1918) et Alfred Solari (30 décembre 1918-juin 1920). |
| 18 juin 1921      | 18 juin 1921       | 1921              | Alfred Boisivon                 | Commissaire résident par intérim |
| 6 septembre 1921  | 1921               | 5 avril 1929      | Henri Joseph Marie d'Arboussier | Intérims d'Auguste Adolphe Joseph Marie Raoul de la Vaissière (11 août 1923-14 mars 1925) et Paul François Joseph Ballot (2 août 1926-1927).                                                                           |
| 6 avril 1929      | 6 avril 1929       | 29 mars 1930      | Gabriel Henri Joseph Thaly      | Commissaire résident par intérim |
| 30 mars 1930      | 30 mars 1930       | 25 juillet 1931   | Maurice Georges Tronet          | Commissaire résident par intérim |
| 30 octobre 1930   | 26 juillet 1931    | 18 mars 1933      | Antoine Louis Carlotti          | |
| 15 mars 1933      | 19 mars 1933       | 12 septembre 1940 | Henri Sautot                    | Commissaire résident par intérim jusqu'au 19 juin 1934, date de sa titularisation. Ensuite, intérims de Fernand Casimir (16 avril 1935-janvier 1937) et Léon Alexandre Frédéric Le Boucher (janvier 1937-16 mars 1937) |
| 13 septembre 1940 | 13 septembre 1940  | février 1947      | Robert Charles Henri Kuter      | Intérims d'Alfred Houques-Fourcade du 30 novembre 1943 au 31 mai 1944 et du 23 septembre 1946 à janvier 1947 |
| 16 janvier 1947   | février 1947       | 9 décembre 1949   | André Ménard                    | |
| 10 décembre 1949  | 10 décembre 1949   | 14 novembre 1958  | Pierre Amédée Jean Anthonioz    | Commissaire résident par intérim jusqu'à sa titularisation le 24 juin 1950. Ensuite, intérim de Marc Paul Agostini (11 juin 1954-fébut 1955).                                                                          |
| 15 novembre 1958  | 15 novembre 1958   | décembre 1959     | Benjamin Favreau                | |
| décembre 1959     | décembre 1959      | 31 octobre 1960   | André Marie Théodore Bijon      | |
| 5 novembre 1960   | 1er novembre 1960  | avril 1965        | Maurice Charles Jules Delauney  | |
| avril 1965        | avril 1965         | novembre 1969     | Jacques Mouradian               | |
| 6 novembre 1969   | novembre 1969      | décembre 1974     | Robert Jules Amédée Langlois    | |
| 10 décembre 1974  | décembre 1974      | 1978              | Robert Gauger                   | |
| 1977              | 4 janvier 1978     | juillet 1978      | Bernard Pottier                 | |
| 1978              | juillet 1978       | 30 juillet 1980   | Jean-Jacques Robert             | |

### Administration postale
Les timbres postaux des Nouvelles-Hébrides illustrent l'histoire du condominium.
En 1908, le condominium utilise des timbres de la Nouvelle-Calédonie, alors colonie française, et des Fidji, alors colonie britannique, surchargés « Nouvelles-Hébrides Condominium » ou « New Hebrides Condominium ».
Par la suite et jusqu'en 1980, les timbres utilisés portent le plus souvent la mention « Condominium des Nouvelles-Hébrides » ou « New Hebrides Condominium » et les armes du souverain britannique (George VI puis Élisabeth II) et celles de la République française (lettres « RF » et faisceau d'armes).

### Administration monétaire
Après avoir utilisé le franc français et la livre sterling de 1938 à 1977, les Nouvelles-Hébrides ont eu le franc or pour monnaie. En 1966 est créé le franc des Nouvelles-Hébrides frappé par la Monnaie de Paris. Il s'agissait des pièces de 1 F, 2 F, 5 F, 10 F, 20 F, 50 F et 100 F, de 1966 (seule année du 100 F) à 1979. Des pièces de 1, 2, 5, 10 et 20 francs ont même été frappées en 1982 (donc après l'indépendance), avec la mention « République Française » car le Royal Mint britannique choisi pour frapper la nouvelle monnaie, le vatu (pièces de 1, 2, 5, 10, 20, 50 et 100 vatu), n'a pu livrer cette dernière qu'en 1983 (hormis le 50 vatu de 1981).
Le franc des Nouvelles-Hébrides était très peu utilisé, largement devancé par la livre australienne, et dans une moindre mesure, par la livre sterling britannique[réf. nécessaire].